# キャンパス・イノベーションセンター
キャンパス・イノベーションセンターとは、東京地区と大阪地区の2か所に設置されていた施設である。主に大学の活動を支援したり、産官学連携のための拠点として設立された。2004年（平成16年）4月に供用が開始されて、多くの大学が入居しサテライトキャンパスを構えていた。

## 概略
センターの開設以来、独立行政法人国立大学財務・経営センターが運営、管理していたが、2007年（平成19年）12月24日に閣議決定された「独立行政法人整理合理化計画」 に基づき、同法人によるキャンパス・イノベーションセンター管理・運営業務が2009年度より廃止されたため、東京工業大学と大阪大学が経過措置的にそれぞれ東京地区と大阪地区の施設の管理・運営業務を行っていた。
東京工業大学キャンパス・イノベーションセンターについては、その管理・運営業務を行う東京工業大学が「東京工業大学田町キャンパス土地活用事業」 による再開発を行うことに伴い、入居していた他の大学はそれぞれの利用スペースを2021年度末で明け渡すことを求められ、退去することになった。再開発のために建物は解体・除却されることが決まっている。

## 東京地区

### 概要
- 名称：キャンパス・イノベーションセンター東京（2009年度以降は東京工業大学キャンパス・イノベーションセンター）
- 所在地：東京都港区芝浦3-3-6（東京工業大学田町キャンパス敷地内）
- 建物：9階建、9,120平方メートル[7]
- アクセス
  - JR東日本 田町駅 徒歩1分
  - 都営地下鉄 三田駅 徒歩5分

### 入居大学・組織
| - 北海道大学 - 秋田大学 - 山形大学 - 千葉大学 - 横浜国立大学 - 新潟大学 - 金沢大学 - 山梨大学 - 静岡大学 | - 京都大学 - 大阪大学 - 兵庫教育大学 - 鳥取大学 - 広島大学 - 山口大学 - 愛媛大学 - 九州工業大学 - 佐賀大学 - 熊本大学 - 鹿児島大学 | - 北陸先端科学技術大学院大学 - 奈良先端科学技術大学院大学 - 常磐大学 - 千葉科学大学 - 立教大学 - 桜美林大学 - 同志社大学 - 岡山理科大学 - 倉敷芸術科学大学 - 吉備国際大学 - 吉備国際大学短期大学部 | - 九州保健福祉大学 - 東和大学 - 国立高等専門学校機構 - 国立特別支援教育総合研究所 |

## 大阪地区

### 概要
- 名称：キャンパス・イノベーションセンター大阪（2009年度以降は大阪大学 中之島センター キャンパスイノベーションセンター）
- 所在地：大阪市北区中之島4-32-9（大阪大学中之島センター敷地内）
- 建物：地下2階 地上10階建、8,159平方メートル[8]

- アクセス
  - 京阪電気鉄道 中之島駅
  - JR西日本 新福島駅 徒歩7分
  - 阪神電気鉄道 福島駅 徒歩7分
  - JR西日本 福島駅 徒歩10分
  - Osaka Metro 肥後橋駅 徒歩10分

### 入居大学・組織
- 大阪大学（大阪大学中之島センター）
- 兵庫教育大学
- 上越教育大学
- 鳴門教育大学
- 岡山大学
- 奈良女子大学
- 徳島大学
- 広島大学
- 大阪商業大学
- 桃山学院大学
- 帝塚山大学
- 高知工科大学
- 文部科学省